# Dragør (plaats)
Dragør (uitspraak: Drauweur) is een plaats in de gelijknamige gemeente Dragør, in de Deense regio Hoofdstad, op het eiland Amager, met 11.951 inwoners (2014).

## Naam
De naam Dragør komt van de woorden drage (betekenis: trekken) en ør (betekenis: grind-/zandstrand) en wil dus zoveel zeggen als 'een plek aan de kust waar een goed strand is om schepen het land op te trekken'.

## Geschiedenis
Dragør was vanaf circa 1350 een aanlegplaats voor de handel in haring en kreeg van de koning handelsprivileges. Vooral de haringvisserij tijdens de periode van de Hanze was van grote betekenis voor de ontwikkeling van deze locatie, en elke herfst kwamen er tot 30.000 mensen bijeen, van buitenlandse kooplieden en vissers tot lokale bewoners die wat wilden bijverdienen met het schoonmaken van de haring. Enkele Nederlandse Hanzesteden, zoals Deventer en Zutphen, hadden er een 'vitte' (een handelspost, beschermd door de Deense koning). In het pittoreske centrum zijn nog de straatnamen Deventersgade en Zytfensgade te vinden. Toen rond 1500 de haringhandel ophield, werden aan de kust de eerste vaste huizen gebouwd. Vooral vissers vestigden zich hier, maar ook immigranten uit Nederland - die in het naburige Store Magleby waren neergestreken - kregen een plek in de nieuwe nederzetting. Omstreeks 1600 was Dragør uitgegroeid tot een plaats met 20 huizen. De Nederlandse inwoners startten rond die tijd ook met de aanleg van een haven. Zij waren - naast de landbouw - tevens actief in de visserij en in de scheepvaart.
Gedurende de 17e eeuw groeide het aantal inwoners gestaag. Veel nieuwe bewoners kwamen uit Store Magleby en Skåne. Rond 1750 was Dragør - na Kopenhagen - qua tonnage de grootste haven in Denemarken.
Aan de welvaart kwam een einde toen Denemarken in de periode 1807-1814 in oorlog was met Engeland. Het verdwijnen van het zeilschip rond 1880 maakte een definitief einde aan de tijd als rijke havenstad.
Tussen 1907 en 1957 was Dragør aangesloten op het spoorwegnet, als eindstation van de Amagerbanen. Dankzij deze spoorverbinding werd Dragør een populaire bestemming voor vakantievierders uit Kopenhagen. Aan de noordkant van de stad verschenen de eerste vakantiehuisjes die later geschikt werden gemaakt voor permanente bewoning en uiteindelijk zouden leiden tot het bouwen van echte woningen. Als aantrekkelijke woonplek voor de inwoners uit Kopenhagen groeit sinds 1950 het inwoneraantal van Dragør.
In 1960 werd er een veerverbinding met het Zweedse Limhamn ingesteld, maar deze werd in 1999 opgeheven vanwege de opening van de Øresundsbron een jaar later.

## Toerisme
Dankzij de economische stagnatie van Dragør eind 19e eeuw, is er veel van de historische kern bewaard gebleven. Ook ontstond er al vroeg het besef dat de historische bebouwing bewaard moest blijven. Heden ten dage is Dragør daarom een voor toeristen aantrekkelijk stadje met zijn vele geelgekleurde huisjes. De Nederlandse invloed van vroeger tijden leeft voort in straatnamen als de Deventergade en de Zytfensgade ('Zutphensestraat').

## Geboren
- Frederik Schram (1995), IJslands-Deense voetballer (doelman)